# Легкі крейсери типу «Tre Kronor»

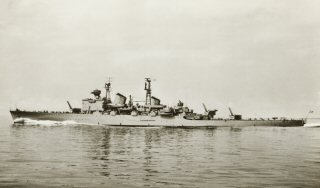
Легкий крейсер «Tre Kronor»

Легкі крейсери типу «Tre Kronor» — тип легких крейсерів шведського флоту. Всього побудовано два кораблі: «Тре Крунур» (Tre Kronor) та «Гота Лейон» (Göta Lejon).

## Історія створення
Після початку Другої світової війни у Швеції провели оцінку тактики застосування власних військово-морських сил і вирішили, що наявний на той час підхід, коли ядром ескадри були відносно тихохідні броненосці берегової оборони, неефективний за нових умов. Ударною силою флоту мали стати ескадри есмінців, а функцію флагманів цих ескадр мали виконати швидкохідні крейсери. Швеція безуспішно вела переговори з США і Італією, однак у Італії вдалося все ж закупити проектну документацію, що задовольняла поставленим до кораблів вимогам. Замовлення на будівництво крейсерів «Tre Kronor» (Три корони) і «Gota Lejon» розмістили на верфі в Гетеборзі. Через політичні дебати щодо побудови крейсерів, а також через необхідність доопрацювання конструкції будівництво почалося лише 1943 року.
Головна артилерія калібру 152 мм була спочатку спроектована компанією Bofors для ВМФ Нідерландів, але напад Німеччини на Голландію призвело до скасування рішення. Важливою перевагою конструкції, яка була встановлена на шведські крейсери, була можливість використання цих гармат для вогню по літаках.

## Служба
Крейсер «Tre Kronor» був спущений на воду 16 грудня 1944 року, у стрій увійшов 25 жовтня 1947 року (терміни затягнули через страйк працівників верфі). Але до моменту входу крейсера у стрій умови морської війни різко змінилися: головними загрозами стала реактивна авіація і ядерну зброю. Тому в 1949—1950 роках корабель був підданий модифікації (був закритий бронею відкритий місток, а також змінена конфігурація зенітної артилерії).
Крейсер «Gota Lejon» був спущений на воду 17 листопада 1944 року, у стрій увійшов 15 грудня 1947 року (терміни затягнули з тієї ж причини). Gota Lejon був підданий модифікації спочатку в 1949—1950 роках, а потім в 1957—1958 (були оновлені зенітні гармати і система управління вогнем). Шість гармат калібру 40 мм були замінені на 57 мм, а гармати що залишилися замінені на більш нові моделі.
Швидкість ходу обох крейсерів виявилася вищою, ніж передбачалося проектом. В історію навіть увійшла регата між радянським крейсером «Свердлов» і «Gota Lejon», яка відбулася під час переходу через Північне море після проведення параду кораблів в Спітхеді з нагоди коронації Єлизавети Другої. Крейсер «Свердлов» безуспішно намагався наздогнати «Gota Lejon».
Попри свої хороші характеристики, обидва крейсери виявилися досить дорогими в експлуатації. Тому вже в 1958 році вони були виведені у резерв. «Tre Kronor» був списаний в 1963 році і поступово розрізаний на злам в наступні роки. Його корпус використовувався як понтон для моста аж до 1993 року, поки не був проданий в Норвегію.
«Gota Lejon» був повернутий у стрій и для участі в маневрах 1963—1964 років, а после маневрів корабель знову був виведений у резерв. Корабель планували списати і розібрати на метал у 1970 год, але у 1971 году крейсер продали Чилі. У чилійському флоті корабель служив з ім'ям «Almirante Latorre». В 1984 році, через 40 років после спуску на воду, он був виведений зі складу флоту, а через рік його продали на метал у Тайвань.

## Кораблі

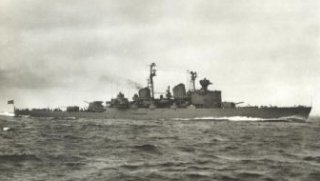
Легкий крейсер «Гота Лейон».

«Тре Крунур» — закладено 27 серпня 1943 року спущений 16 грудня 1944 року, у стрій увійшов 25 жовтня 1947 року.
«Гота Лейон» — закладений 27 серпня 1943 року, спущений 17 листопада 1945 року, у стрій увійшов 15 грудня 1947 року.